# Aristóteles (Ribera)
Aristóteles es un óleo de 1637 del artista español José de Ribera, que se encuentra en el Museo de Arte de Indianápolis, en Indianápolis (Indiana). Forma parte de una serie de seis retratos de filósofos antiguos encargados por el príncipe de Liechtenstein en 1636.

## Descripción
Aristóteles es representado aquí como un mendigo-filósofo, una idea popular en el siglo XVII. Su ascetismo está en consonancia con el catolicismo español, y es un sello distintivo de los santos que Ribera también pintó. Está rodeado de una luz que recuerda a Caravaggio, con quien se asocia a menudo a Ribera. Gracias a ello y a su estilo directo y naturalista (también cortesía de Caravaggio), se trata de una poderosa imagen de un filósofo y de sus profundas contemplaciones. Aristóteles está pintado de un modo muy táctil, con profundos pliegues en su rostro ajado y en sus manos. Ribera firmó con orgullo el cuadro a través de los papeles de la mano de Aristóteles, añadiendo «español» a su nombre para afirmar su nacionalidad.

## Información histórica
Cuando Carlos Eusebio de Liechtenstein, encargó originalmente esta serie en mayo de 1636, la solicitud era de una docena de pinturas. Sin embargo, sólo se entregaron las seis primeras. En un inventario de 1767 figuraban como Aristóteles, Platón, Crates, Anaxágoras, Protágoras y Diógenes. El conjunto se vendió y se dispersó en 1957, aunque fue reunido brevemente por el Museo Metropolitano de Arte de Nueva York en 1992 para una exposición de Ribera.
La identificación de esta imagen en particular ha sido algo problemática a lo largo de los años. Aunque el inventario de 1767 era bastante claro, sólo Diógenes, Anaxágoras y Crates están identificados por las inscripciones de las pinturas. El consenso actual es que la túnica de médico y el gorro de erudito significan que esta imagen debe ser Aristóteles. Sin embargo, durante años, el IMA identificó al sujeto como Arquímedes debido a los dibujos geométricos de su mano, aunque ese filósofo en particular no se mencionaba en el inventario.

### Historial de ubicaciones
Desde 1637 hasta 1957, los príncipes de Liechtenstein conservaron la posesión del cuadro. Luego fue adquirido por G.H.A. Clowes, quien generosamente lo prestó al IMA. El IMA adquirió oficialmente Aristóteles en 2000, cortesía de la familia Clowes, y le dio el número de acceso 2000.345. Se encuentra colgado en el Pabellón Clowes junto a muchas otras donaciones de esa familia.